# سوسوكه موريتو
سوسوكه موريتو (باليابانية: 森戸 壮介) (مواليد 8 يوليو 1985)، هو لاعب كرة قدم ياباني، كان يلعب كمدافع.